# Jaroslav David
Jaroslav David (* 19. listopadu 1933) je bývalý český silniční motocyklový závodník.

## Závodní kariéra
Závodil ve třídách do 125 cm³ a 175 cm³ na motocyklech ČZ. V mistrovství Československa skončil nejlépe na celkovém pátém místě v roce 1960 ve třídě do 175 cm³. Jeho nejlepším výsledkem v jednotlivém závodě mistrovství Československa je 3. místo v Oseku v roce 1960 ve třídě do 175 cm³.

## Úspěchy
- Mistrovství Československa silničních motocyklů – celková klasifikace
  - 1960 do 175 cm³ – 5. místo – ČZ
  - 1970 do 125 cm³ – 20. místo – ČZ
  - 1972 do 125 cm³ – 14. místo – ČZ
  - 1973 do 125 cm³ – 11. místo – ČZ